# ランチョンミート

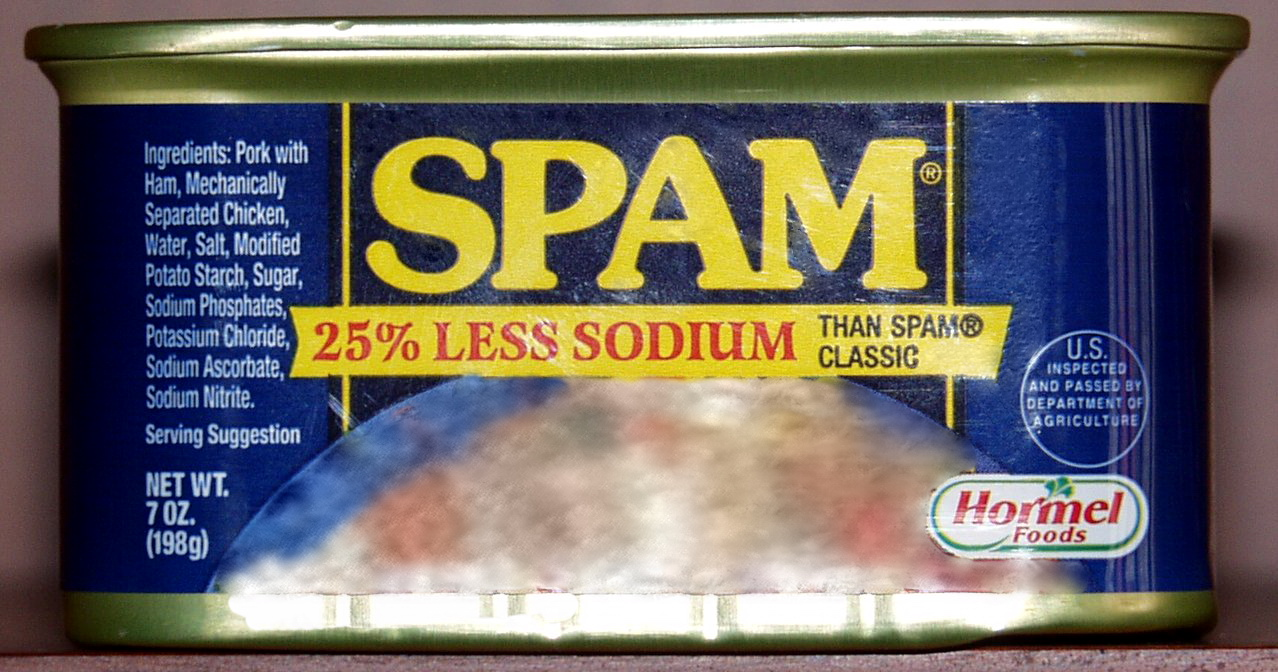
米国・ホーメルフーズ社の缶詰。同社ではスパムという商品名で売られている。

ランチョンミート（英: luncheon meat）は、食肉を原料とした料理の一つ。日本では缶詰のものがポピュラーである。別名はソーセージミート。

## 概要
本来のランチョンミートは、香辛料などを加えた挽肉を金型に入れて固めたものを、オーブンで加熱後に冷却して保存性を高めたホームメイド・ソーセージの一種である。ランチョンとは昼食の意味で、この種の保存食品がしばしば昼食のメニューに用いられたことからランチョンミートの名が定着した。再加熱することなく供されることも多いため、ハムやローストビーフ、ローストチキンなど冷たいままで用いられる肉料理の総称としてコールドカットとも呼ばれる。

## 缶詰のランチョンミート
通常の肉類缶詰は、別途加熱調理した素材を缶詰加工したものが多いが、ランチョンミートの場合、未加熱の状態で充填し、加熱殺菌と同時に調理するのが特徴である。
豚肉を基本とする畜肉とラード（豚脂）、肉に対しておよそ2.5%の食塩、香辛料や調味料を細断機（カッター）にかけ、加熱せずに脱気充填する。12オンス（約340グラム）規格で直方体のスコア缶（ランチョンミート缶）が一般的だが、製品によっては通常の丸缶もみられる。業務用の大型缶には正方形柱や円柱型のものもある。
密封された缶詰は、340g入り缶の場合、116℃、65分間の加熱殺菌を施される。

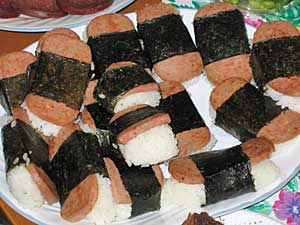
スパムむすび

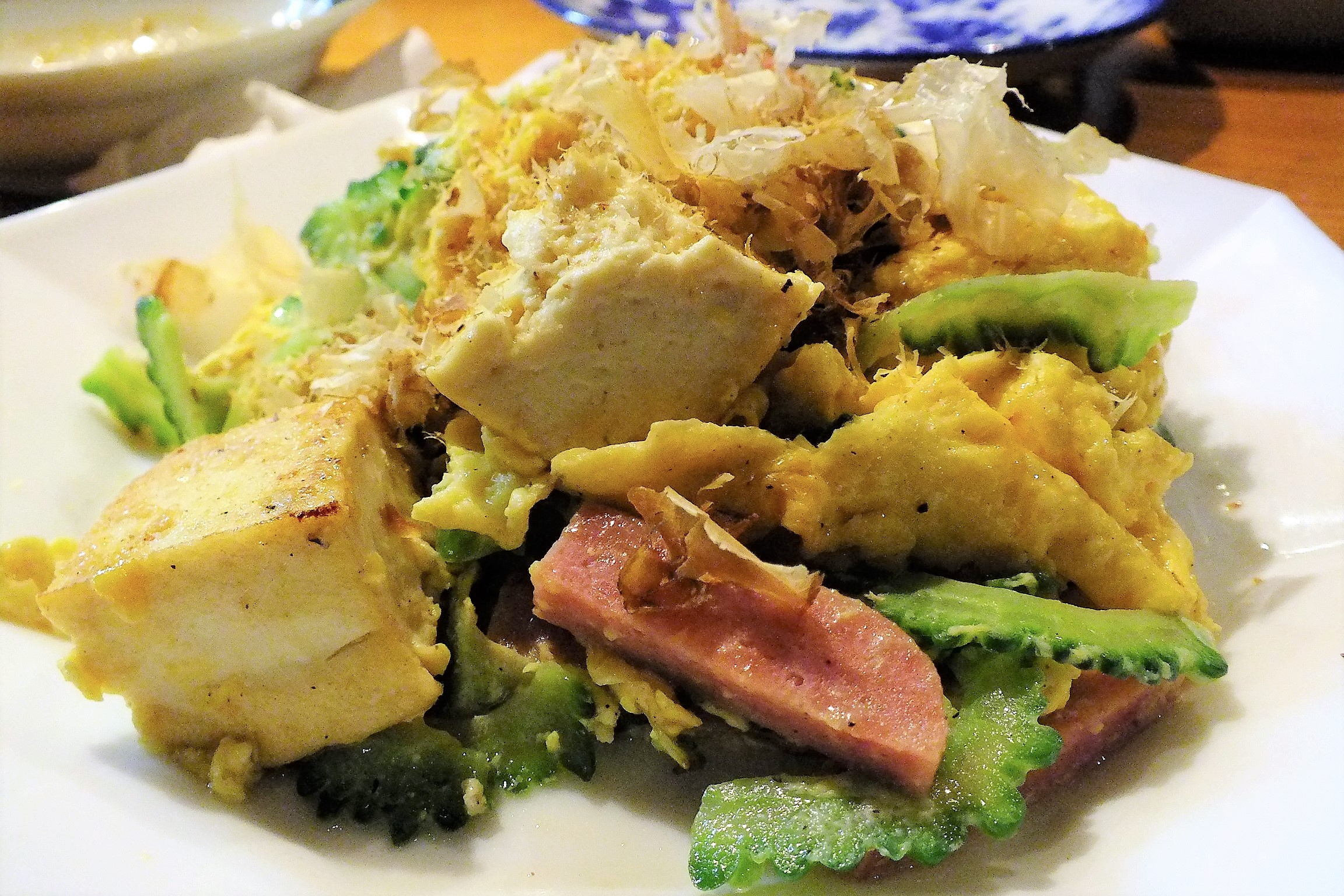
スパム入りのチャンプルー。（石垣島にて）

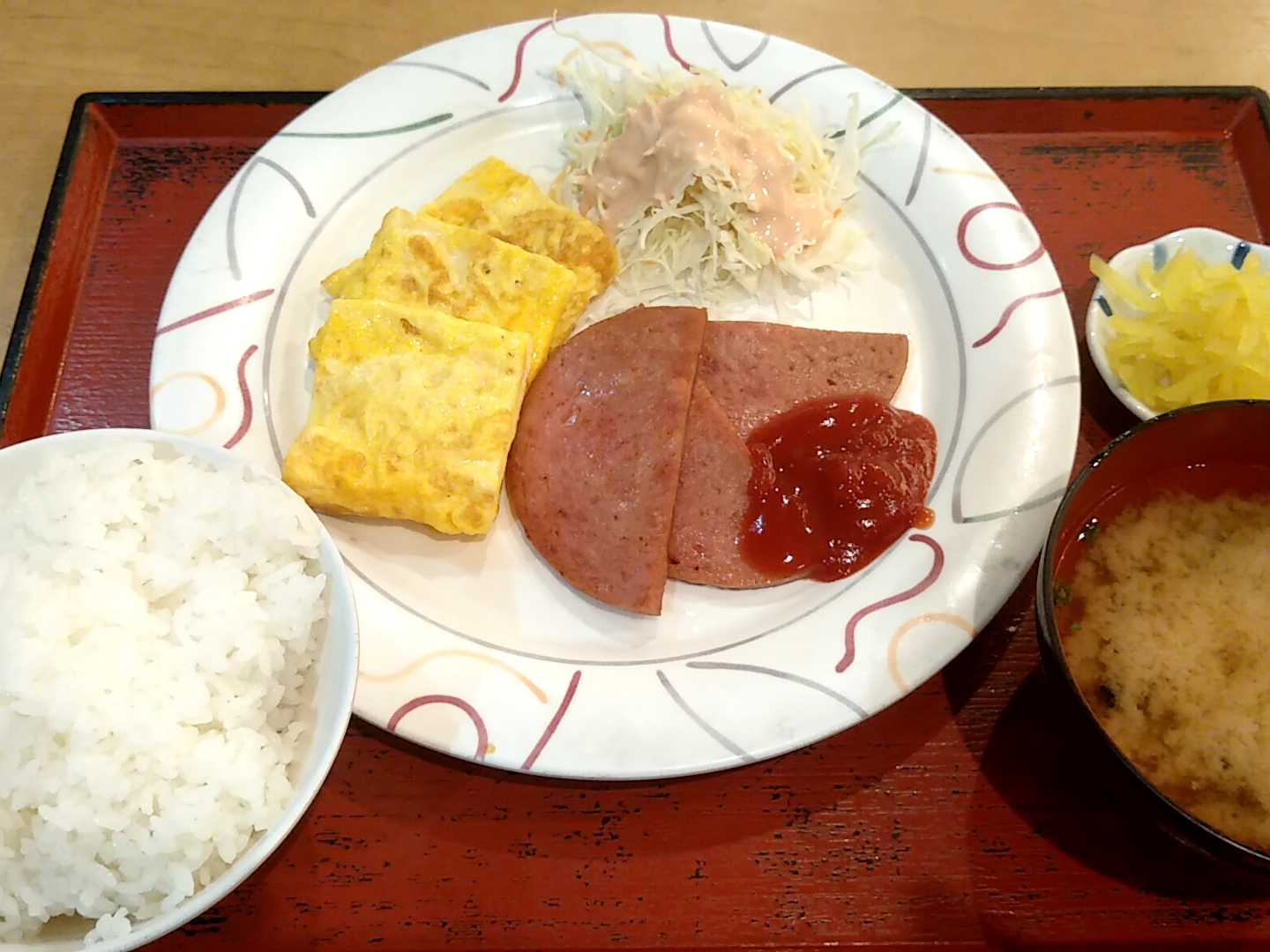
沖縄の大衆食堂の定番メニュー「ポーク玉子」

調理済み食品であるのでそのまま食べることも可能だが、沖縄県を含む日本においては、ほとんどの場合焼くか炒めるなど再加熱して用いられる。5ミリから1センチくらいの厚さに切ってフライパンで焼いたり、野菜と共に炒めものの具材とするのが代表的な利用法である。現在は味にも多くのバリエーションが存在し、それらの愛好者も少なからず存在する。

### 利用
日本では、沖縄県で「ポーク」と呼ばれ特に多用される。
沖縄戦から戦後にかけアメリカ軍に捕虜として収容された住民は、元々軍隊食として用いられたランチョンミートを軍から支給された食糧として、また解放された後も食糧難より軍からの払い下げ品として食べ始めることとなった。沖縄では琉球王国時代より豚肉を食べる文化が根付いていたが、激戦となった沖縄戦により養豚業が壊滅状態となり、また冷蔵庫がなくても保存が利くランチョンミートは豚肉の代用品として用いられることとなった。流通や保存技術の発達した現代においても豚肉より価格が安く、買いだめも可能なため、沖縄料理や日常のおかずに欠かすことのできない食材となっている。沖縄の主なスーパーマーケットで多く売られているものはアメリカ、オランダ、デンマーク製でメーカーは複数存在するが、近年は沖縄県産の缶詰やレトルトパック入りのものも発売されている。かつては中国製のものもあったが、ほとんど見かけることがなくなった。
チャンプルーなどの沖縄料理では精肉の豚肉を使わずにランチョンミートを用いることが多く、また高温多湿の気候のため作り置きせず購入する習慣が多い弁当類にも、具材としてランチョンミートが使われることがある。大衆食堂では薄切りにして両面を焼いたランチョンミートに薄焼き卵を添えた「ポーク玉子」が定番のメニューである。またランチョンミートは沖縄風の味噌汁の具材としても使われている。
また、ハワイには焼いたランチョンミートを丸めたご飯に乗せ、海苔で巻いたおにぎり（「MUSUBI」の呼び名で現地に広まっている）がある。これは帰郷した移民を通じて沖縄にも伝わり、ポークたまごおにぎりとして、弁当店やスーパー、コンビニエンスストアでの販売、近年ではファストフード感覚の専門店も現れ、観光客を含め広く浸透している。沖縄での一般的なポーク玉子おにぎりはハワイのものとは異なり、四角い焼き海苔の上に巻き寿司のようにご飯を広げ、卵焼きとポークを置いて二つ折りの「おにぎらず」にするのが特徴である。
沖縄と同じく一時米軍支配下にあった鹿児島県の奄美群島では、デンマークのTULIPブランド製品のシェアが高く、俗に「チューリップハム」と呼ばれる。日本の他県ではスーパーや輸入食料品店の缶詰コーナーで売られているアメリカの商品名から、「SPAM」と呼ばれることが多い。
敗戦後の十数年間は日本本土でも一定の流通が見られたが受け入れられず、その後長らく忘れ去られた食材であった。沖縄旅行を通して初めてランチョンミートを知る者も多かった。インターネットが広く浸透するようになってからはスパムメールの名称の起源として関心が持たれた。21世紀になると沖縄ブームの影響や、期間限定企画でコンビニなどでのポーク玉子おにぎりの発売、SPAMブランドの日本法人が国内で宣伝を行いスーパーなどの缶詰コーナーで売られるようになったのをはじめ、輸入食料品店の店舗や取り扱われる頻度が増え、食材として広まっていった。かつてはフレッシュネスバーガーにおいてSPAMをはさんだハンバーガーがレギュラーメニューにあり、その後も再発売されることがあった。また、SPAM輸入元である伊藤忠商事系列のコンビニファミリーマートでは、2000年に進出した沖縄・宮古島の試験販売を手始めに2007年には沖縄ファミリーマート全店での「ポーク玉子おむすび」として発売、2020年の首都圏などでの試験販売を経て、2021年8月に「SPAMおむすび」として沖縄以外の全国でもレギュラー商品として発売した。SPAMおむすびはツナマヨ味及び他の味も加えたバリエーションで販売している。
香港でもランチョンミートは「午餐肉」（ウーツァーンヨッ）と呼ばれてよく食べられており、これを使ったご飯もの、麺類、サンドイッチ、マカロニなどのメニューが茶餐廳という喫茶レストランにある。

### 市場動向
ランチョンミートの市場では、ホーメル社のSPAMとデンマークのTULIP（チューリップ）が2大勢力である。近年の日本本土ではSPAMの人気が高い模様だが、沖縄の家庭向けとしてはTULIP社製品の方が伝統的に優勢である。両社とも独自に、減塩タイプ、香辛料を増量したもの、チーズ片入り、七面鳥使用、スモーク風味、低脂肪、無添加などのバリエーションを展開している。

#### アメリカ製
SPAMが圧倒的なシェアを誇り、この種の食品の代名詞となっている。また同じメーカーであるHormel（ホーメル）ブランドのランチョンミートも全国的に流通しており、日本にも輸入されている。ただしそれら以外の製品が存在しないわけではなく、主にプライベートブランドとして様々な銘柄が存在し、Prem（プレム）など一部の商品は沖縄県内のスーパーでも販売されている。「ノザキのコンビーフ」で知られる川商フーズはこうした製品を輸入し、自社のラベルを貼ったものを「ノザキのポーク」という商品名で販売している。

#### デンマーク製
TULIP（企画開発販売においては　1934年創業（株）富村商事と
デンマークのチューリップ社の共同開発である　沖縄県発のランチョンミート）
他にも、Midland（ミッドランド）やCelebrity（セレブリティ）などが沖縄に輸入されている。

#### オランダ製
オランダのブランドとしては、WINDMILL（ウィンドミル）、Duch Colony（ダッチコロニー）などが沖縄に輸入されている。また、中国のMa Ling（メイリン 梅林牌）ブランドの一部はオランダで製造されている。
デンマーク、オランダの両国とも本国ではランチョンミートの類はほとんど販売されておらず、もっぱら輸出専用の製品である。これらの中には、業務用の円筒形や角型の大型缶もある。

#### 国産品
日本では明治屋ブランドのものが古くから流通している。
沖縄県内では沖縄ホーメルと沖縄ハムが製造しており、ホーメル製のものはコープおきなわのPB商品として、また「わしたポーク」の名で沖縄県物産公社からも販売されている。また近年ではノザキがオキハム製のものを自社ブランドでOEM販売している。

#### 中国製
アジアを中心に、中国の上海市、広東省、北京市、天津市産のものが広く流通しており、日本にも輸入されている。

#### その他
輸入食料品店ではイベリコ豚を使用したスペイン製その他の製品が輸入販売されている。肉のハナマサは韓国製のものを自社ブランドで販売している。